# Сніжкове
Сніжко́ве — село в Україні, у Олександрійському районі Кіровоградської області. Входить до складу Великоандрусівської сільської громади. Населення становить 145 осіб. Колишній центр Федірківської сільської ради.

## Історія
Станом на 1886 рік у селі Федірської волості Олександрійського повіту Херсонської губернії, мешкала 621 особа, налічувалось 91 дворове господарство.

## Населення
Згідно з переписом УРСР 1989 року чисельність наявного населення села становила 193 особи, з яких 68 чоловіків та 125 жінок.
За переписом населення України 2001 року в селі мешкало 145 осіб.

### Мова
Розподіл населення за рідною мовою за даними перепису 2001 року:
| Мова       | Відсоток |
| ---------- | -------- |
| українська | 95,86 %  |
| російська  | 4,14 %   |